# Palazzo delle Poste (Nuoro)
Il palazzo delle Poste di Nuoro è un edificio sito in piazza Crispi 8.
Venne edificato nel 1927 su progetto dell'architetto Angiolo Mazzoni, subito dopo la creazione della Provincia di Nuoro, al limite dell'abitato storico, e influenzò molto la realizzazione degli edifici circostanti realizzati negli anni successivi.
La struttura è massiccia, e si caratterizza per la grande torre in granito grigio e vulcanite rossa, materiale presente anche sulla facciata.
Parte dell'edificio fu demolita negli anni sessanta, dando l'aspetto attuale all'edificio.